# Pasto

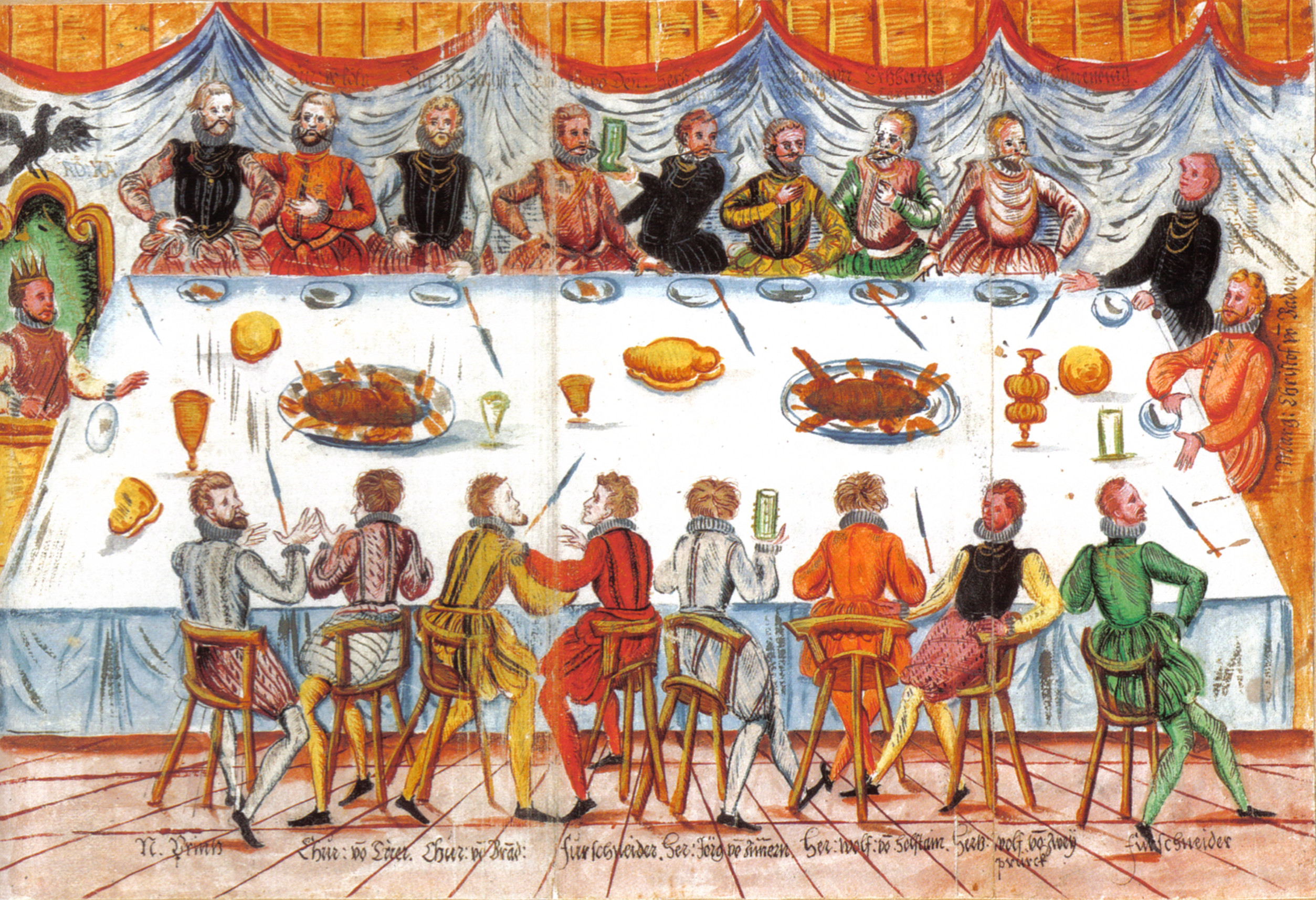
Un pasto alla corte dell'Imperatore Ferdinando I al Römer di Francoforte nel 1558 - acquerello

Un pasto è un momento specifico della giornata dedicato all'alimentazione, dove ci si nutre attraverso una o più vivande.

Nelle società umane, fin da tempi antichi, tale azione è spesso ritualizzata, ad esempio come occasione di convivio e aggregazione familiare o sociale.
Pasto deriva dal passato del latino pascere, quindi anticamente legato alla pastorizia degli animali, a sua volta dalla radice del greco antico pat o par, ovvero fornire del nutrimento.

## Caratteristiche
La grande maggioranza delle culture distingue i diversi tipi di pasto, a seconda del momento della giornata e della quantità di alimenti consumata, con i più importanti che corrispondono ai momenti di convivialità più intensi e che possiedono una valenza simbolica o religiosa.

Anche la quantità di alimenti varia a seconda del pasto, e i nutrizionisti raccomandano sempre un corretto apporto di calorie, vitamine, proteine, lipidi, glucidi e fibre adeguati all'attività fisica ed intellettuale per ogni individuo.
I pasti cosiddetti principali della giornata sono generalmente tre. In media, il primo pasto della giornata dovrebbe apportare il 25% dei quantitativi necessari, quello a metà giornata circa il 50%, mentre l'ultimo deve essere più leggero, per facilitare la digestione durante il sonno. Tuttavia, con l'incremento di orari sempre più variabili delle varie attività giornaliere, introduzione di altri pasti oltre gli orari cadenzati dalle varie tradizioni, la globalizzazione e l'introduzione del cosiddetto pasto "fast food", l'alimentazione umana subisce continuamente variazioni di usi e costumi, in tutto il mondo.

### Pasto del mattino

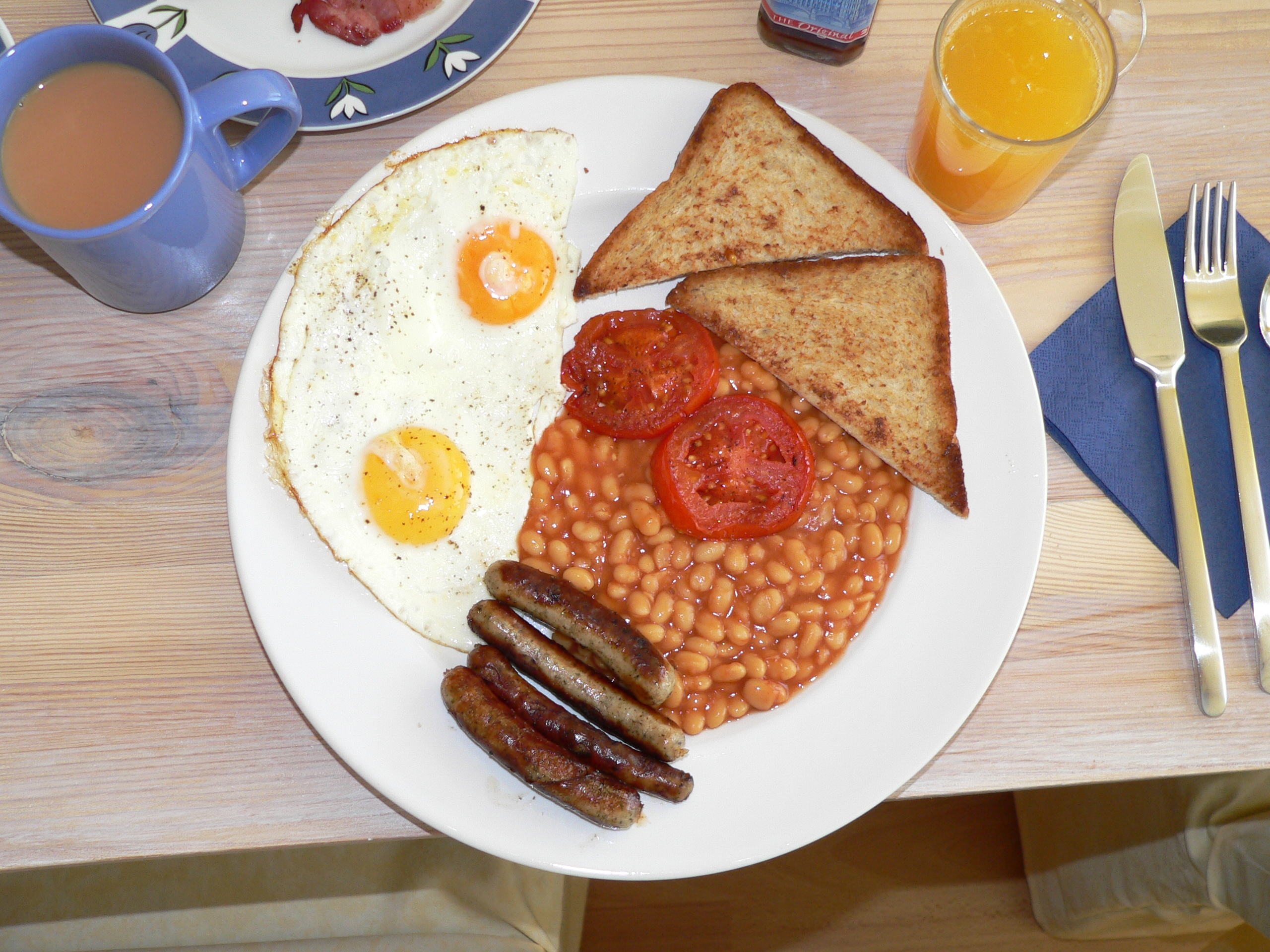
Colazione anglosassone

Il primo pasto della giornata, consumato generalmente poco dopo il risveglio mattutino, viene chiamato "colazione" (o prima colazione).

Il termine fu introdotto intorno al V secolo da alcune pratiche conviviali del primo monachesimo cristiano europeo. È un pasto di varie quantità e tipologie, a seconda dei paesi del mondo in cui si consuma. Nella cosiddetta "Civiltà occidentale", si distinguono due tipi di colazione; la "continentale" e l'"internazionale" (di derivazione anglosassone). La prima, chiamata così poiché derivata da molte tradizioni del continente europeo, è un pasto relativamente leggero, generalmente dolce, accompagnato da una bevanda calda (latte, caffè, tè o cioccolata calda), a volte con pane, burro, confettura o miele o altri prodotti di pasticceria; possono essere contemplati in questo tipo di colazione anche lo yogurt, cereali, succhi di frutta e muesli. La seconda, ha un'origine di tradizione anglosassone, ed è più abbondante, composta generalmente da dolce e salato, spesso con piatti tipici a seconda della nazione in cui si trova (international), oppure spesso sostituita anche da un brunch di metà mattina, che rimpiazza, in questo caso, il pasto del pranzo. La distinzione è molto flessibile, ed esistono tradizioni di colazione che integrano le caratteristiche dei due tipi. Nelle colazioni tradizionali dell'Italia meridionale, ad esempio, sono presenti alimenti dolci (latte, miele, burro, castagne, ecc.) e alimenti non prettamente dolci (come pizzette, focacce, salumi, ecc.).

### Pasto di metà giornata

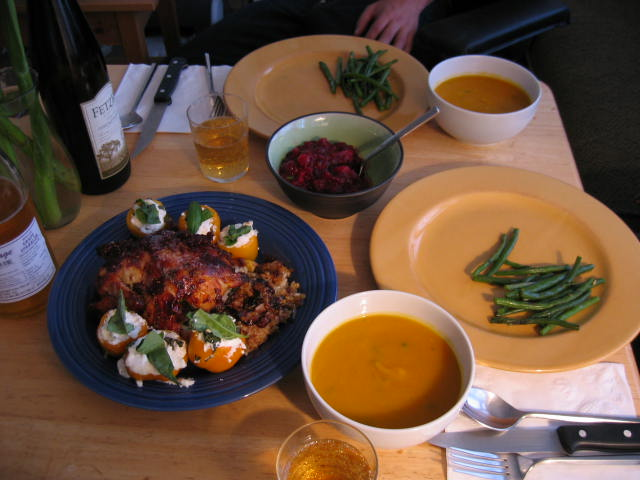
Tavola a pranzo

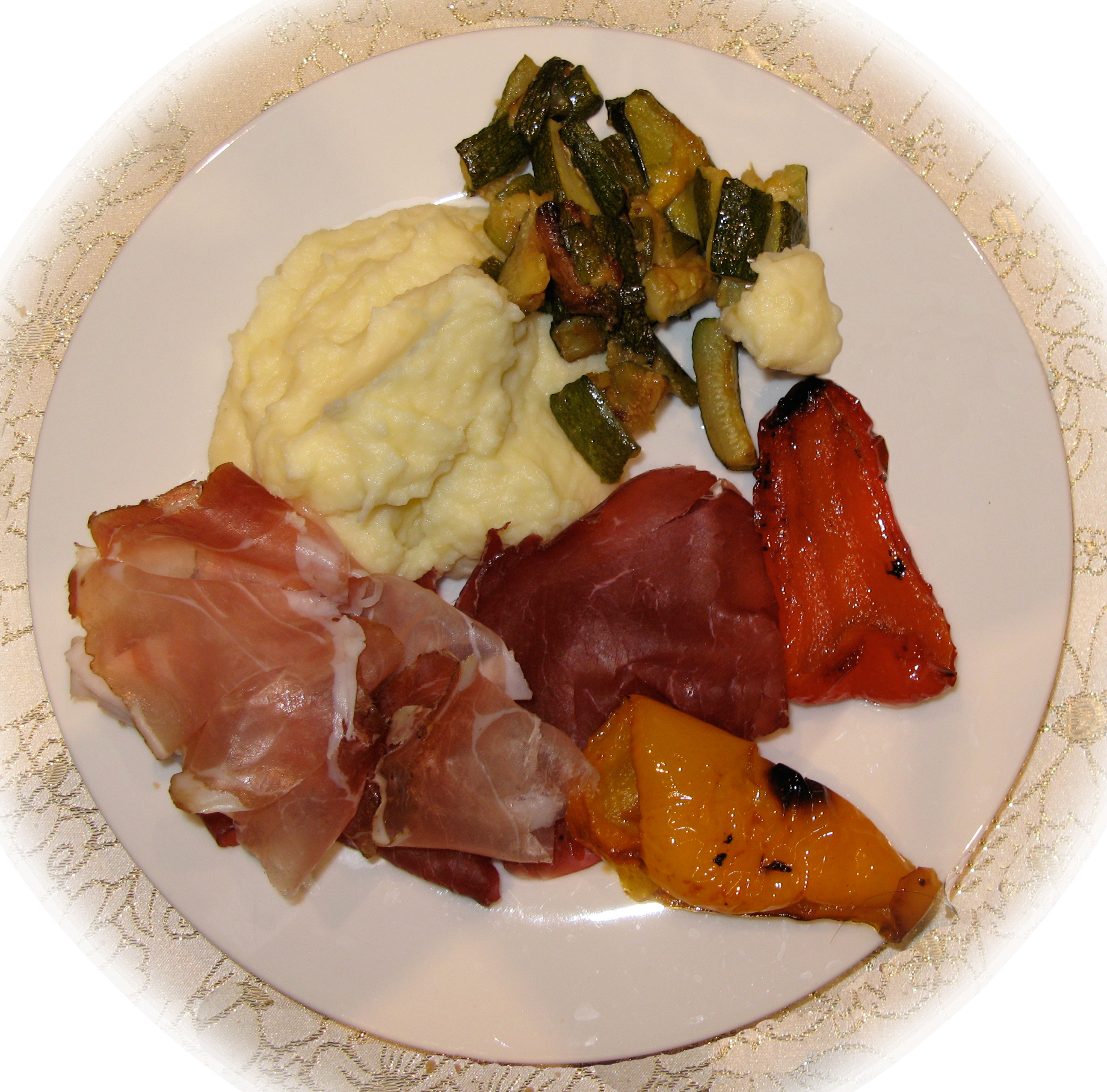
Un secondo piatto con speck, prosciutto crudo, purea di patate e verdure alla griglia.

Il pasto di metà giornata si chiama pranzo (o, in passato, anche seconda colazione). In Italia è il pasto più importante della giornata, anche se occorre registrare una recente variazione della consuetudine, soprattutto nelle grandi città durante le giornate di lavoro, che relega il pranzo a un leggero spuntino, spesso consumato frettolosamente fuori casa. Nella sua forma tradizionale il pranzo comprende più portate: un primo piatto, un secondo piatto con un contorno seguito da un dolce o frutta. Tuttavia con gli anni questo pasto ha perso i suoi attributi tradizionali e si è ridotto a una portata o uno spuntino. Nell'Italia settentrionale l'orario tradizionale del pranzo casalingo varia fra le 12:00 e le 13.00, ma nel tempo si è spostato sempre più verso il secondo termine. Per contro, nel Meridione lo stesso si svolge più tardi ad orari che vanno fra le 13:00 e le 14:00. Naturalmente specifiche circostanze fanno variare questi orari, in funzione degli orari di lavoro degli uffici, delle scuole o dei negozi, ma in generale l'orario del pranzo, soprattutto a partire dagli anni ottanta tende ad essere più tardi di quanto avveniva in precedenza. Un grande pranzo con invitati può sostituire il cenone in alcune occasioni (v. Pranzi di festa).

Nei Paesi anglosassoni (più precisamente in Gran Bretagna, Irlanda e parte degli Stati Uniti e Canada) il pasto principale (dinner) non è collocato normalmente a metà giornata, ma in un diverso momento, dall'orario estremamente variabile, in genere nel tardo pomeriggio, o a sera (=cena), mentre a metà giornata si consuma solo un pasto leggero, spesso rimanendo a scuola o nel posto di lavoro (bag lunch o lunch box, working lunch).

### Pasto serale
Il pasto serale viene detto cena, tuttavia consumato a orari variabili, sia geograficamente sia in base agli orari e alle abitudini personali. In America settentrionale ad esempio, il pasto serale è previsto generalmente intorno alle ore 16, mentre in Europa l'orario è successivo (dalle ore 18 della Gran Bretagna alle ore 22 della Spagna). In molti paesi anglosassoni infatti, si usa indicare "dinner" come il pasto principale, questo a qualsiasi orario della giornata, e tuttavia solitamente indicato nel tardo pomeriggio e nella sera, quindi tradotto come "cena". Per una pasto serale più leggero, familiare o informale, o in differenti ore della sera si tende ad utilizzare di più il termine inglese "supper".

La composizione degli alimenti della cena è comparabile con quella del pranzo tradizionale, anche se in paesi come la Germania diventa un pasto più frugale di quello di mezzogiorno. In Italia, si tratta spesso di un pasto leggero, tuttavia relativamente variegato. È il momento più tipico di aggregazione della famiglia, poiché quasi tutti i membri sono già tornati a casa dal lavoro o dallo studio, e che si esprime nei cosiddetto "cenoni", in alcune occasioni di festa. Nell'Italia settentrionale, l'orario della cena si aggira tradizionalmente intorno alle ore 19:00, 20:00, mentre nel Meridione e nei paesi caldi è spostato più tardi, anche fino alle 21:30.

### Altri pasti
Per gli altri pasti della giornata, si parla in genere di spuntini. Oltre ai tradizionali orari dei pasti principali, possono esserci spesso modifiche o integrazioni di altri piccoli pasti lungo la giornata, a seconda delle esigenze e delle varie culture dei paesi internazionali.
- di mattina, un breve spuntino intorno alle dieci-undici serve a spezzare la mattina di lavoro o di studio, in inglese detto brunch, una contrazione dei termini breakfast e lunch.
- di pomeriggio, la merenda, che avviene solitamente intorno alle quattro-cinque del pomeriggio, è un piccolo pasto, solitamente composto da dolci (pane, burro, marmellata, yogurt, brioche, ecc.), per lo più tipico dell'infanzia e derivato soprattutto da tradizioni di paesi latini; sempre di pomeriggio, esistono momenti di alimentazione come l'ora del tè, specialmente in Inghilterra, per tradizione alle cinque del pomeriggio, accompagnata da dolci e biscotti.
- il cosiddetto "aperitivo", consumato intorno alle sei-sette del pomeriggio e diffusosi soprattutto in Francia e nell'Italia settentrionale lungo XX secolo, è tradizionalmente composto da cocktails misti a frugali e piccoli alimenti da immediato consumo, detti stuzzichini (patatine, noccioline, etc), da consumarsi in piedi o seduti, oppure anche da vere e proprie aree espositive dedicate all'immediato consumo del cibo, i cosiddetti "banqueting" o "buffet". Se diventa un pasto quasi completo, questa tradizionale pratica, quasi serale, ha poi assunto, in Italia, il nome composto di "apericena". In Spagna, tale usanza viene detta "Tapas", con piatti già pronti e preparati al consumo in locali preposti.
- di notte, lo spuntino di mezzanotte, pusigno, prima di andare a dormire è cosa molto rara, e si tratta più di un capriccio.

### Luoghi
I pasti possono essere consumati nella propria abitazione o in altri luoghi appositi. Quando sono consumati in casa, i pasti hanno luogo o in una stanza apposita, la sala da pranzo, oppure, come più spesso accade, nella cucina stessa.
Se non avvengono a casa i pasti possono avere luogo in edifici specializzati, i ristoranti. Esistono anche luoghi di ristorazione collettiva, destinati a persone che mangiano regolarmente fuori casa. Un esempio sono le mense scolastiche o d'ufficio, oppure i ristoranti universitari.
I pasti possono essere consumati anche all'aperto, venendo definiti pic-nic.

### Utensili
I principali utensili per manipolare il cibo sono le posate: la forchetta e il coltello, o le bacchette in Asia, per gli alimenti solidi e il cucchiaio per i liquidi.
Nei pasti più sofisticati, ogni commensale dispone di un coperto, una ventina di oggetti tra cui: bicchieri da vino o da acqua, piatti per gli antipasti e per le portate principali, coltelli da pesce o da carne, forchette a tre o quattro denti, cucchiai da zuppa, da caffè o da dolce, tovaglioli o altri utensili specifici (pinze da granchio, pinze per lumache, coltelli per le ostriche).
In alcuni paesi africani, si è soliti mangiare tutti assieme prendendo il cibo da un unico grande piatto comune. Ogni commensale può prendere il cibo solo con la mano destra perché la mano sinistra viene associata ad atti impuri, come la cura dell'igiene personale.

### Rituali
In tempi remoti, non soltanto lo schema di preparazione della tavola, ma l'ordine del servizio e molti altri atteggiamenti erano estremamente formalizzati in funzione della gerarchia dei commensali. I pasti occupavano così un grande posto nel galateo del XIX secolo. Oggi i costumi si sono sensibilmente liberalizzati, ma il pasto resta lo stesso una delle attività quotidiane più codificate. 
È per esempio buon costume augurare un buon appetito all'inizio del pasto o non alzarsi da tavola senza una ragione precisa.
Esistono, allo stesso modo, dei rituali religiosi legati al pasto. Per esempio, alcuni cristiani sono soliti pregare: la benedizione prima del pasto e il ringraziamento alla fine.

## Pranzi di festa

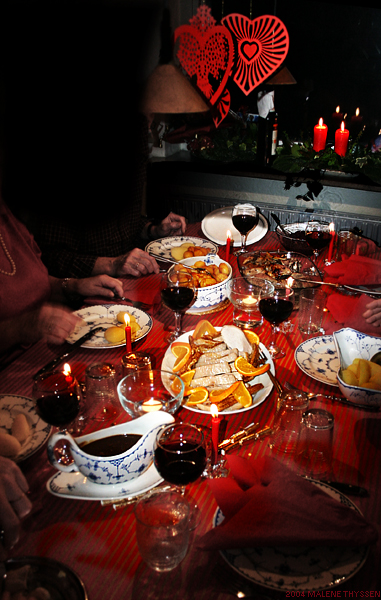
Natale in Danimarca

Invitare degli amici o dei membri della propria famiglia a un pasto più o meno festivo è un'attività sociale corrente. Questi pasti, come i pasti quotidiani, sono strutturati in più portate ben definite, di cui solo la principale è obbligatoria; le altre potranno essere eliminate o sostituite secondo l'appetito, il tempo di cui si dispone, il grado di raffinatezza cercato... Un pranzo di nozze comprenderà per esempio tutti i piatti che seguono, alle volte interrotti dall'animazione:
- aperitivo, composto da pasticcini salati, toast o torte secche accompagnati da una bevanda leggera, alcolica o analcolica che rappresenta l'aperitivo propriamente detto;
- antipasto, tradizionalmente formaggi, salumi, frutti di mare, sottolii e sottaceti;
- primo piatto, ministra, in brodo o asciutta, come pasta, riso, orzo, farro, polenta;
- secondo piatto, spesso con un contorno di verdura;
- formaggio;
- dessert (il dolce);
- frutta;
- caffè, spesso servito con un pasticcino al cioccolato;
- digestivo.

L'ordine del servizio è sempre mantenuto, anche se si serve del formaggio come antipasto. Il consumo di bevande alcoliche è più alto rispetto al consumo dei pasti quotidiani. Il numero delle portate di questi pasti festivi tende comunque a diminuire ed è sempre meno frequente vedere una riunione familiare collegare, quasi senza interruzione, il pasto serale dopo quello di mezzogiorno.
Certi momenti dell'anno sono l'occasione per rituali o cibi particolari. Per esempio a Natale si mangia il panettone o il pandoro e a Pasqua si mangia la colomba pasquale.

## Pranzi nel mondo
Il cibo ha un ruolo centrale nella creazione delle comunità sino a divenire un prodotto culturale in continua evoluzione.
Il processo di globalizzazione ha portato ad una serie di cambiamenti culturali e sociali che hanno avuto un forte impatto sulla tradizione. Le appartenenze nazionali e le distinzioni etniche non sono state semplicemente rimpiazzate dallo sviluppo dell’industria alimentare di massa, anzi tendono a consolidarsi anche attraverso la cucina.
Come afferma Douglas (1972) in suo saggio “Deciphering a Meal” - un pasto, la sua struttura, la sua preparazione e i modi del suo consumo sono simbolo dei rapporti sociali di cui sono prodotto e allo stesso tempo funzionano come un sistema di comunicazione dal carattere classificatorio e discriminante. Il cibo quindi parla di noi e delle nostre origini ma spesso questo comporta a segnare le differenze di genere: discriminando ed escludendo. Ogni pasto è quindi un evento sociale strutturato, connesso alla cultura locale e all’ambiente circostante.

## Sociologia dell'alimentazione
Il tema dell’alimentazione è da lungo tempo oggetto di una serie di discipline: dalla storia all’antropologia, dall’epidemiologia alla demografia, sino alla scienza della nutrizione. Soltanto verso la fine degli anni Settanta inizia ad essere tematizzato anche nel campo politico e sociologico: dando inizio allo sviluppo di una vera e propria specializzazione subdisciplinare definita Sociologia dell'alimentazione.

### Tendenze alimentazione contemporanea
La sociologia dell’alimentazione oltre ad essere terreno per la sperimentazione di nuove posizioni teoriche e d’avanguardia è anche un ambito di studio. Basti pensare alle nuove tendenze che influenzano le nostre abitudini alimentari, quali l'attitudine ad esprimere i valori nutrizionali in calorie e una crescente tendenza alla destrutturazione del pasto. infatti, si mangia “fuori pasto”, da soli e in luoghi diversi senza tener conto delle tradizionali norme e pratiche alimentari imposte dalla propria tradizione culturale. Dunque, per via di una molteplicità culturale, si allontana sempre di più il concetto di “un pasto come si deve”.
Tutto ciò, secondo Claude Fischler (1979-2006), concorre a produrre una "libertà anomica" che comporta uno stato ansioso, che a sua volta favorisce delle "condizioni alimentari aberranti". È da considerazioni del genere che Fischler è partito per proporre la nozione di "gastro-anomia", caratterizzata da tre fenomeni interconnessi: la sovrabbondanza di cibo, la riduzione dei controlli sociali della commensalità (che ha lasciato all'individuo il peso di una scelta sempre più individualizzata) e il moltiplicarsi dei discorsi sul cibo, talvolta anche contraddittori tra loro.

## Lévi-Strauss "Il crudo e il cotto"
Claude Lévi-Strauss (Bruxelles, 28 novembre 1908 – Parigi, 1º novembre 2009) è stato un antropologo, etnologo e filosofo francese.
Antropologo, sociologo e etnologo, teorico dello strutturalismo, Lévi-Strauss occupa una posizione centrale nel pensiero contemporaneo. Lo strutturalismo lévi-straussiano – che ha scorto, e posto a base di ogni ulteriore riflessione, l'intrinseco carattere strutturale di ogni fenomeno sociale – ha permeato tutte le scienze sociali, la filosofia, la psicologia, la politica (il marxismo) e la storia.
I suoi contributi alla psicologia, provengono indirettamente dall'applicazione del metodo strutturalista – per il quale i fenomeni culturali vanno interpretati in riferimento a elementi universali e inconsci rappresentanti la struttura fondante d'ogni cultura – agli studi antropologici della cultura materiale, ponendo a base di ogni fenomeno psicologico l'ipotesi dell'esistenza di sottostanti strutture mentali inconsce, atemporali e universali. Lévi-Strauss in "il crudo e il cotto" pubblicato per la prima volta nel 1964, attraverso un'analisi della mitologia delle popolazioni indigene del Brasile centrale e meridionale, dal Chaco e dal bacino amazzonico parla di come l’alimentazione umana connette un atto fisiologico con un'operazione di tipo culturale. Nei miti viene presentata una duplice opposizione, da un lato tra crudo e cotto e dall’altra tra fresco e putrefatto. La prima coppia di termini segna una trasformazione “culturale” mentre la seconda un passaggio “naturale”. Il passaggio da naturale (crudo) a culturale (cotto) è possibile attraverso l’uso del calore  infatti Lévi-Strauss ha identificato come nodo centrale il fuoco il quale ha compiuto la trasformazione culturale del crudo. Il fuoco assume in tutte le popolazioni la funzione di mediazione per il passaggio da uno stato animale a uno stato culturale composto da regole sociali arbitrarie caratterizzate dall’habitat e al modo col quale i popoli si sono adattati utilizzando le risorse a scopo alimentare.

## Socializzazione del pasto

### Simmel
Georg Simmel, sociologo e filosofo tedesco, scrisse un saggio nel 1910 intitolato La Sociologia del pastoche fu il primo contributo, nella storia delle scienze sociali, dedicato all'alimentazione e in particolare al carattere della socievolezza.
Il suo obiettivo era quello di studiare la società partendo dall'azione e interazione degli individui; tra essi infatti vi sono spesso tensioni fra le spinte individualistiche e le imposizioni della società di appartenenza.
Per sanare questa contrapposizione, secondo Simmel, è necessaria una forma ludica della socializzazione: nel momento in cui un individuo posto all'interno di un gruppo, abbandona i suoi impulsi egoistici a vantaggio di un legame sociale; la socievolezza si basa, infatti, sul tatto, discrezione e interazione.
Tra le forme più comuni di socievolezza troviamo il pasto: esso è il fattore comune di ciascuno, tutti mangiano e bevono... queste, sono funzioni primarie per la sopravvivenza, atti umani fra i più egoistici, che, tuttavia, nella forma sociale del pasto trovano il loro superamento.
Nel pasto si crea il momento di condivisione di sentimenti e l'unione delle individualità.

### Pierre van den Berghe
Pierre Van Den Berghe (1933-2019) è stato professore emerito di sociologia e antropologia presso l'Università di Washington.
Egli ha ricercato l'origine del commensalismo comparando abitudini sociali umane e quelle di altri animali, osservando quanto la pratica di condivisione del cibo è comune alla maggior parte di animali carnivori. Inoltre ha messo in luce quanto questa pratica abbia un carattere universale, partendo da una prospettiva evoluzionista.
Lo studioso osserva come alcune specie, tra le quali gli scimpanzé e i cànidi, si servano degli scambi di cibo per creare e mantenere dei legami sociali. La maggior parte degli animali carnivori mette in atto la pratica di condivisione del cibo, la quale sembra svolgere una funzione di pacificazione e socializzazione, oltre a dimostrare quanto le radici di questo comportamento umano siano antiche e profonde e può servire a spiegarne il carattere di centralità ed universalità.